# Greco-macedoni
I macedoni (in greco Μακεδόνες?), cui ci si riferisce anche come greco-macedoni, sono un gruppo di popolazione regionale di etnia greca, che abitano o provengono dalla Macedonia, una regione della Grecia.
Gli indigeni greco-macedoni hanno un patrimonio e un'identità distinta da quella dei macedoni che abitano principalmente la vicina Repubblica di Macedonia del Nord, di etnia slava.
La maggior parte dei macedoni vivono a Salonicco e dintorni, la città capoluogo della regione, mentre molti si sono diffusi in tutta la Grecia e nella diaspora.